# Vieilmoulin
Vieilmoulin là một xã ở tỉnh Côte-d'Or trong vùng Bourgogne, phía đông nước Pháp. Khu vực này có độ cao trung bình 483 mét trên mực nước biển.

## Dân số
| 1962                                                            | 1968 | 1975 | 1982 | 1990 | 1999 |
| --------------------------------------------------------------- | ---- | ---- | ---- | ---- | ---- |
| 88                                                              | 98   | 88   | 78   | 69   | 80   |
| Nombre retenu à partir de 1962: Population sans doubles comptes |      |      |      |      |      |